# Haut les mains (album)
Albums de As de Trêfle
Sans les Mains
(2003)
Haut les Mains est le premier album studio du groupe de rock acoustique As de Trêfle, sorti en 2000.

## Liste des titres
1. Le Réveil
2. Le Gâteau
3. Chanson d'amur
4. Haut les mains
5. Les Poissons
6. J'ai pas vu le temps passer
7. Jessica
8. Ici Paris
9. Un deux trois
10. He Ho Pêcheur
11. Toda La Vida